# Olimpiai érmesek listája kötélhúzásban
Ez a lap az olimpiai érmesek listája kötélhúzásban 1900-tól 1920-ig.

## Összesített éremtáblázat
(A táblázatokban a rendező nemzet sportolói eltérő háttérszínnel, az egyes számoszlopok legmagasabb értéke vagy értékei vastagítással kiemelve.)
| A nyári olimpiai játékok összesített éremtáblázata kötélhúzásban | A nyári olimpiai játékok összesített éremtáblázata kötélhúzásban | A nyári olimpiai játékok összesített éremtáblázata kötélhúzásban | A nyári olimpiai játékok összesített éremtáblázata kötélhúzásban | A nyári olimpiai játékok összesített éremtáblázata kötélhúzásban | Olimpia  |
| ---------------------------------------------------------------- | ---------------------------------------------------------------- | ---------------------------------------------------------------- | ---------------------------------------------------------------- | ---------------------------------------------------------------- | -------- |
|                                                                  | Ország                                                           | Arany                                                            | Ezüst                                                            | Bronz                                                            | Összesen |
| 1.                                                               | Nagy-Britannia                                                   | 2                                                                | 2                                                                | 1                                                                | 5        |
| 2.                                                               | Egyesült Államok                                                 | 1                                                                | 1                                                                | 1                                                                | 3        |
| 3.                                                               | Svédország                                                       | 1                                                                | 0                                                                | 0                                                                | 1        |
| 3.                                                               | Nemzetközi Csapat                                                | 1                                                                | 0                                                                | 0                                                                | 1        |
|                                                                  |                                                                  |                                                                  |                                                                  |                                                                  |          |
| 5.                                                               | Franciaország                                                    | 0                                                                | 1                                                                | 0                                                                | 1        |
| 5.                                                               | Hollandia                                                        | 0                                                                | 1                                                                | 0                                                                | 1        |
|                                                                  |                                                                  |                                                                  |                                                                  |                                                                  |          |
| 7.                                                               | Belgium                                                          | 0                                                                | 0                                                                | 1                                                                | 1        |
|                                                                  |                                                                  |                                                                  |                                                                  |                                                                  |          |
| Összesen                                                         | Összesen                                                         | 5                                                                | 5                                                                | 3                                                                | 13       |

## Érmesek
| Olimpia         | Arany | Ezüst | Bronz |
| 1900, Párizs    | Nemzetközi Csapat (ZZX) · Edgar Aabye (DEN) · August Nilsson (SWE) · Eugen Schmidt (DEN) · Gustaf Söderström (SWE) · Karl Gustaf Staaf (SWE) · Charles Winckler (DEN)                                    | Franciaország (FRA) · Raymond Basset · Jean Collas · Charles Gondouin · Joseph Roffo · Émile Sarrade                                                                                       | Nem adták ki (csak két csapat indult) |
| 1904, St. Louis | Egyesült Államok (USA) · (Milwaukee Athletic Club) · Patrick Flanagan · Sidney Johnson · Conrad Magnusson · Oscar Olson · Henry Seiling                                                                  | Egyesült Államok (USA) · (Saint Louis Southwest Turnverein No. 1) · Max Braun · August Rodenberg · Charles Rose · William Seiling · Orrin Upshaw                                           | Egyesült Államok (USA) · (Saint Louis Southwest Turnverein No. 2) · Oscar Friede · Charles Haberkorn · Harry Jacobs · Frank Kugler · Charles Thias                                          |
| 1908, London    | Nagy-Britannia (GBR) · (London város rendőrsége) · Edward Barrett · Frederick Goodfellow · William Hirons · Frederick Humphreys · Albert Ireton · Frederick Merriman · Edwin Mills · John James Shepherd | Nagy-Britannia (GBR) · (Liverpool város rendőrsége) · Thomas Butler · James Clark · William Greggan · Alexander Kidd · Daniel Lowey · Patrick Philbin · George Smith · Thomas Swindlehurst | Nagy-Britannia (GBR) · (Metropolitan Police K Division) · Walter Chaffe · Joseph Dowler · Ernest Ebbage · Thomas Homewood · Alexander Munro · William Slade · Walter Tammas · James Woodget |
| 1912, Stockholm | Svédország (SWE) · (Stockholm város rendőrsége) · Arvid Andersson · Adolf Bergman · Johan Edman · Erik Algot Fredriksson · August Gustafsson · Carl Jonsson · Erik Larsson · Herbert Lindström           | Nagy-Britannia (GBR) · (London város rendőrsége) · Walter Chaffe · Joseph Dowler · Frederick Humphreys · Mathias Hynes · Edwin Mills · Alexander Munro · John Sewell · John James Shepherd | Nem adták ki (csak két csapat indult) |
| 1920, Antwerpen | Nagy-Britannia (GBR) · George Canning · Frederick Holmes · Frederick Humphreys · Edwin Mills · John Sewell · John James Shepherd · Harry Stiff · Ernest Thorne                                           | Hollandia (NED) · Wilhelmus Bekkers · Johannes Hengeveld · Sijtse Jansma · Henk Janssen · Antonius van Loon · Willem van Loon · Marinus van Rekum · Willem van Rekum                       | Belgium (BEL) · Édouard Bourguignon · Alphonse Ducatillon · Rémy Maertens · Christian Piek · Henri Pintens · Charles Van Den Broeck · François Van Hoorenbeek · Gustave Wuyts               |